# Oberá
Oberá ist die Hauptstadt des Departamento Oberá im Zentrum der Provinz Misiones im Nordosten Argentiniens. Mit 55.493 Einwohnern (2001, INDEC) ist sie die zweitgrößte Stadt der Provinz.

## Lage
Oberá liegt etwa 20 Kilometer westlich des Uruguays inmitten eines von subtropischen Regenwald bewachsenen Hügellandes. In der Gegend gibt es viele Bäche, aber keine wasserreichen Flüsse. Das Klima ist subtropisch und feucht, mit heißen Sommern und mäßig warmen Wintern.

## Geschichte

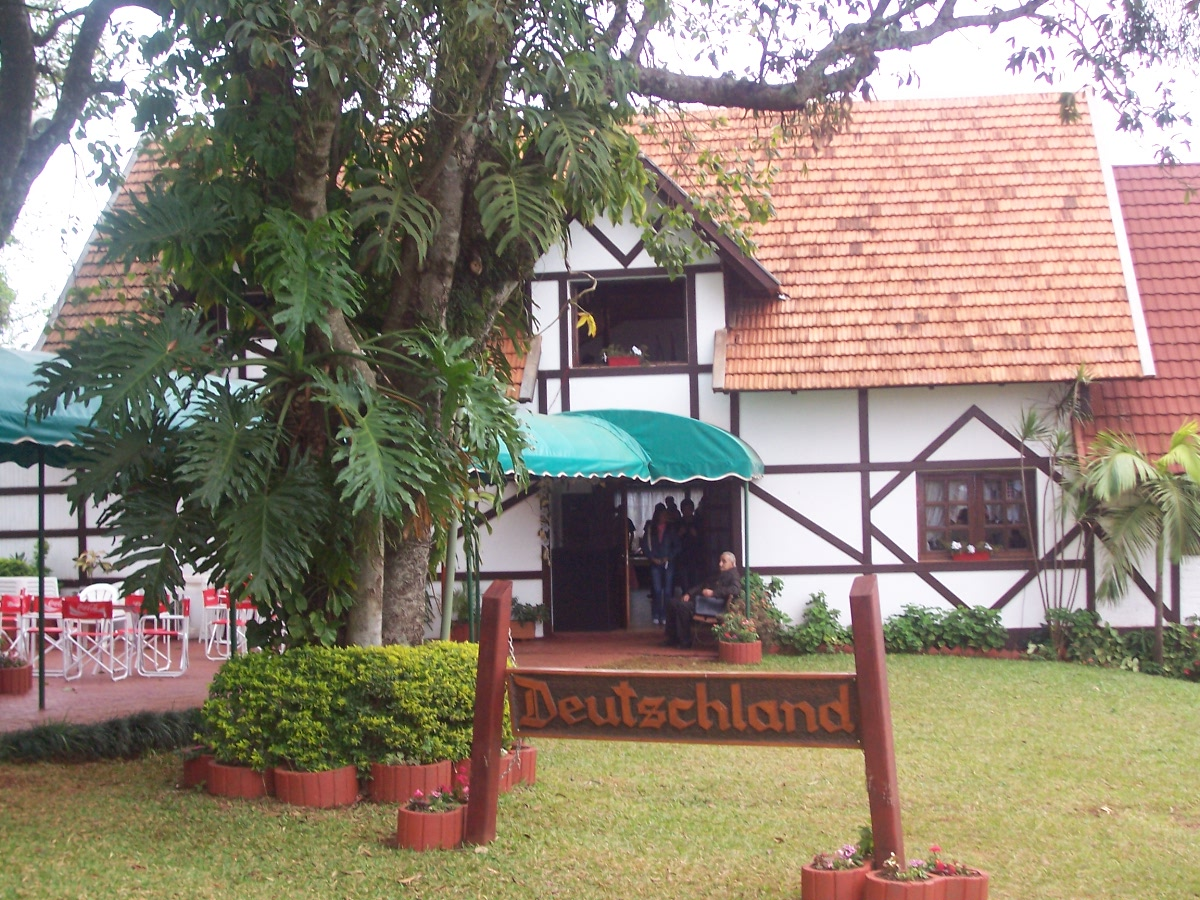
Nationales Fest des Einwanderers

Oberá ist eine junge Stadt. Ab 1913 begannen sich in der Gegend Einwanderer aus verschiedenen Ländern Europas, unter anderem aus Deutschland, Frankreich, Italien, Schweiz und Portugal niederzulassen, die aus Brasilien eingereist waren. Sie gaben dem Ort den Namen Oberá. Ab der offiziellen Stadtgründung 1928 kamen weitere Einwanderer, vor allem aus Osteuropa hinzu. Später siedelten sich auch vereinzelte asiatische und afrikanische Familien in Oberá an, so dass heute die Einwohner zu Recht behaupten können, sie seien Nachkommen von über 70 Nationen. Die Stadt feiert daher jedes Jahr die Fiesta Nacional del Inmigrante (dt. Nationales Fest des Einwanderers). Das Fest ist das größte dieser Art in Argentinien und wurde 2010 zum 40. Mal begangen.

## Sehenswürdigkeiten

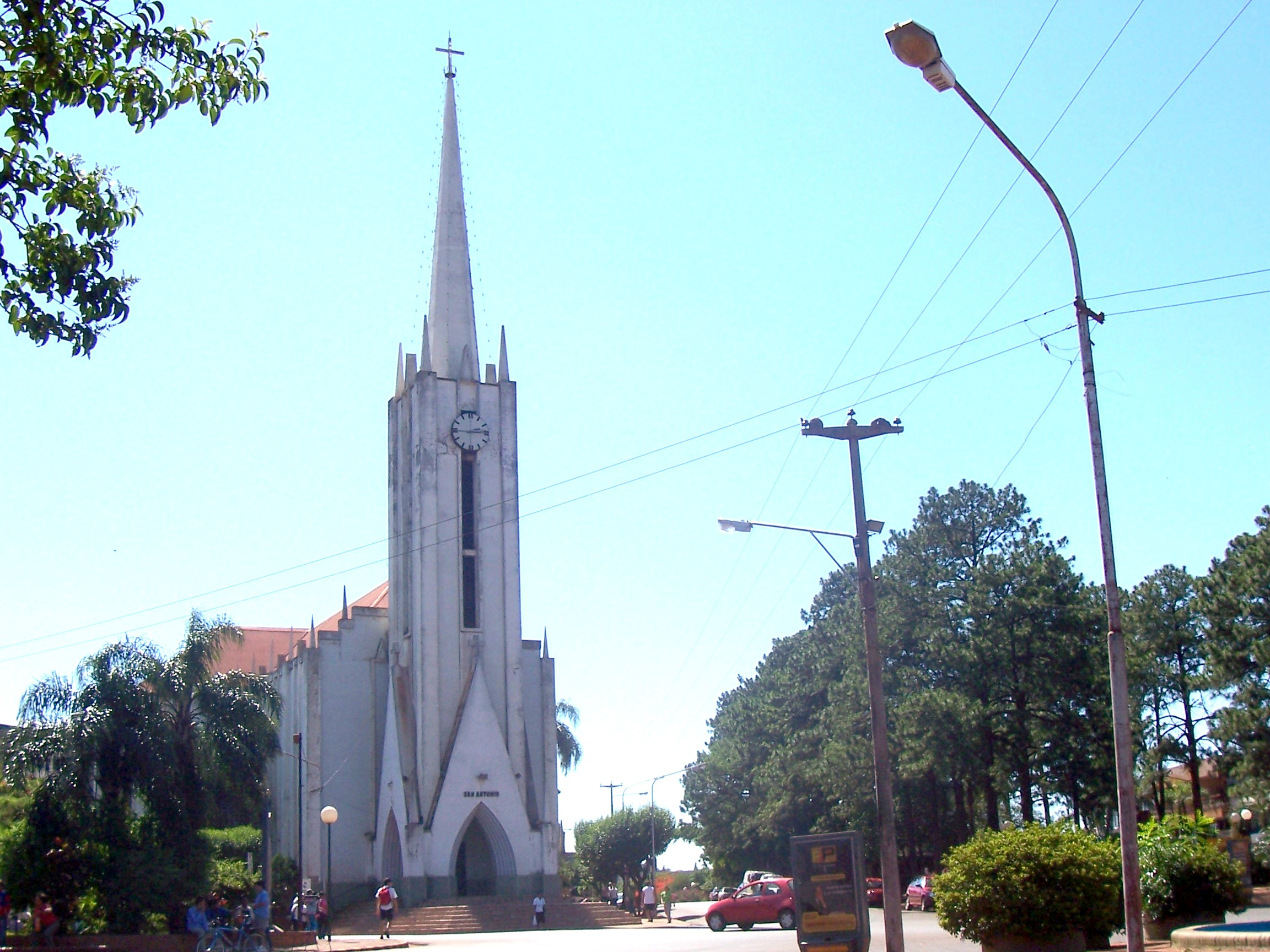
Kirche San Antonio

### Bauwerke
Die verschiedenen Einwanderergruppen gaben Oberá ein eigenes, multikulturelles und stilistisch vielfältiges Stadtbild. Die Kirche Inmaculada Concepción wurde dem ukrainisch-persischen Stil nachempfunden. Die heutige Kathedrale San Antonio dagegen ist dem deutschen Expressionismus zuzuordnen.

### Museen und Grünanlagen
Das Naturwissenschaftliche Museum Florentino Ameghino (benannt nach Florentino Ameghino) bietet Information über Flora und Fauna des subtropischen Regenwaldgebietes. Die bekanntesten Grünanlagen sind der Parque de las Naciones und der Vogelgarten Jardín de los Pájaros Wendlinger.

## Wirtschaft
Oberá ist das Zentrum eines weiten Gebietes mit Yerba-Mate-Anbau. Zudem ist es das industrielle Zentrum und der wichtigste Handelsplatz des gesamten Ostens der Provinz Misiones.

## Söhne und Töchter der Stadt
- Diego Hartfield (* 1981), Tennisspieler